# Rudra (Band)
Rudra ist eine Death-Metal-Band aus Singapur. Der Name leitet sich von der vedischen Gottheit Rudra ab.

## Geschichte
Nachdem 1992 die Band unter dem Namen Rudhra von Kathir, Bala und Shiva gegründet wurde, spielte das um den Gitarristen Selvam ergänzte Trio zwei Jahre später das Demo The Past (1995) ein. Nach einer knapp einjährigen Pause wurden Rudra (in ihrer heutigen Schreibweise) wieder aktiv und nahmen mit Rudra im Juli 1997 ihr erstes Studioalbum auf. Das Album erschien im Juli 1998 bei Candlelight Productions und Sonic Wave International. Eine Wiederveröffentlichung erfolgte 2006.
Die Folgealben (The Aryan Crusade 2001, Kurukshetra 2003, Brahmavidya: Primordial I 2005) wurden mit den Gitarristen Kannan und Selvam, der zwischenzeitlich aus der Band ausgestiegen war, aufgenommen. Im März 2007 verließ Kannan die Band und wurde durch Devan ersetzt. Es folgten die beiden Alben Brahmavidya: Transcendental I (2009) und Brahmavidya: Immortal I (2011). Auf diesem Album spielte erstmals Vinod, der im Juli 2009 Selvam ersetzte.

## Stil
Rudra spielt schnellen, von traditioneller indischer Musik beeinflussten Death Metal, dessen Texte vom Veda inspiriert sind. Entsprechend bezeichnet die Band selbst ihre Musik als Vedic Metal. Obwohl Vergleiche mit Nile und Orphaned Land wegen des gleichen Ansatzes häufig genannt werden, stellen diese Bands laut Rudra keine Inspiration dar. Der Stil entstand unabhängig von diesen Gruppen und basierte auf der Verschmelzung von Metalmusik im Allgemeinen, wobei hier unterschiedliche Vertreter wie Slayer, Death, Sepultura, Bathory, Obituary und Kreator, aber auch der Glam Metal genannt werden, mit Einflüssen von Künstlern der Folk- und Weltmusik, wie Ravi Shankar, Loreena McKennitt und Krishna Das. Waren auf den ersten Alben nur indische Raga und Melodien vertreten, setzte man zunehmend auch auf traditionelle Instrumente und Chorgesang in Sanskrit.
Die Alben Brahmavidya: Primordial I, Brahmavidya: Transcendental I und Brahmavidya: Immortal I sind eine Trilogie, die sich inhaltlich mit einer alten Yoga-Lehre aus Indien befasst. Auch die anderen Texte beinhalten Themen aus der indischen Mystik. So verweist das Album Kurukshetra auf ein Schlachtfeld in der Mahabharata.

## Rezeption
Rudra ist neben Impiety eine der wenigen Metalbands aus Singapur, die international bekannt geworden sind. Durch ihre Herkunft nimmt sie eine Sonderstellung in der Metalszene ein, da es ihr kaum möglich ist, international zu touren. Auftritte fanden daher nur im benachbarten Ausland (Thailand, Malaysia und Indonesien) und einige wenige Auftritte in Indien und den Vereinigten Staaten statt. In ihrer Heimat werden sie, laut eigener Aussage, als „eine der populäreren Bands wahrgenommen. Sogar im Vergleich zu Popacts in [ihrem] Land.“
Die Band wird immer wieder auf den Titel ihres zweiten Albums The Aryan Crusade angesprochen. Die Band verweist in diesem Zusammenhang auf die ursprüngliche Wortbedeutung des Begriffs Arier, die aus vedischen und buddhistischen Texten entnommen wurde und von den Nationalsozialisten missbraucht wurde. Rudra distanziert sich in diesem Zusammenhang von jeglicher rassistischer Ideologie und vom National Socialist Black Metal, der dafür bekannt ist, den Arier-Begriff im nationalsozialistischen Kontext zu verwenden.

## Diskografie

### Demos
- 1994: The Past

### Studioalben
- 1998: Rudra (Wiederveröffentlichung 2006)
- 2001: The Aryan Crusade
- 2003: Kurukshetra
- 2005: Brahmavidya: Primordial I
- 2009: Brahmavidya: Transcendental I
- 2011: Brahmavidya: Immortal I